# 女同性恋乌托邦

女同性戀的符號，是由兩個象徵掌管愛與美的維納斯女神的金星天文符號。後來該符號也被用來做為女性的代表並得到主流社會的接受。這邊是由兩個紫丁香色的符號連在一起，做為女同性戀的象徵標誌。

女同性戀烏托邦（Lesbian utopia）是一個想像的群體國度，這個國度中完全沒有男性而只有女性，而在任何事務也都不需依賴男性。
這一個純女性國度概念的源起，是出於希臘神話中的亞馬遜人傳說。傳說中亞馬遜人是一個只有女性的國度，所有的戰士都是由女性組成。在這傳說之中，亞馬遜人每一年都會拜訪加加爾人的純男性的國度一次，並與之為伴。

## 繁殖
在自然的情況下，和很多種類的生物相同，人類的繁殖需要卵子（來自女性）跟精子（來自男性）的結合，並有像子宮那樣適宜的環境且提供充足的營養，讓胚胎可以成長成胎兒，經歷懷孕周期直到分娩。
不過科學家已經成功進行過一項實驗，使用兩隻雌性老鼠來創造生下一隻小老鼠。 有在更進一步的研究類似或相同的方式，讓兩個人類女性根據孟德爾定律作為同一個小孩雙親的可能性。 科學家已經找到方法可以使用來自身體的任何一個細胞的遺傳物質使卵子受孕。 這最終可以使想生育的女性不再需要男性的幫助。同時許多國家紛紛立法支持允許同性婚姻或民事結合。
然而這仍是一個未知之數，若將這項生物科技實行於人類之中，不顧一切比如倫理學上議論等等。

## 文化
西方歷史上較著名的例子是由小說家吉爾曼（1860－1935）所著的小說《她鄉》。
而在中國古代的小說中，包括西遊記、鏡花緣都有類似的場景情節。